# Таорски мајдан камена
Таорски мајдан камена налази се у близини изворишта реке Скрапеж и Таорских врела у селу Таор испод планине Повлен. Овде се од средњег века вади бигар (сига, седра), камен шупљикаве текстуре и велике порозности.

## Употреба
Док је у сировом стању, бигар је тако мек да се може резати тестером. Након сушења очврсне. Лаган за обраду и лак, у средњем веку служио је као главни грађевински материјал за градњу сводова и купола цркава. Од таорског камена израђени су најстарији надгробни споменици по селима низ Скрапеж до Косјерића, обележени тек по неким крстом или краћим натписом.